# Fulminat de mercur
Fulminatul de mercur este o sare a mercurului cu acidului fulminic cu formula chimică (CNO)2Hg · 1/2 H2O. Acesta este cel mai studiat compus al acidului fulminic.

## Obținere
Pentru obținerea sa se cunosc mai multe metode, una extrem de simplă bazându-se pe reacția dintre mercur, acid azotic și etanol. Mecanismul de reacție este însa unul relativ complicat, desfășurat pe mai multe stări intermediare. 

## Utilizări
Fulminatul de mercur explodează la încălzire sau lovire, fiind folosit ca inițiator, pentru a provoca explozia altor explozivi mai stabili.